# Copa América 1963
Copa América 1963 – dwudzieste ósme mistrzostwa kontynentu południowoamerykańskiego, odbyły się w dniach 10 – 31 marca 1963 roku po raz pierwszy w Boliwii. Reprezentacje: Urugwaju i Chile wycofały się, co spowodowało, że w turnieju grało siedem zespołów. Grano systemem każdy, z każdym, a o zwycięstwie w turnieju decydowała końcowa tabela.

## Uczestnicy

### Argentyna
| Zawodnik                      | Klub                            |
| ----------------------------- | ------------------------------- |
| José Rafael Albrecht          | San Lorenzo de Almagro          |
| Edgardo Norberto Andrada      | Rosario Central                 |
| Norberto Bautista             | Rosario Central                 |
| Raúl Emilio Bernao            | CA Independiente                |
| Néstor Lucas Cardoso          | Rosario Central                 |
| Mario Roque Ditro             | River Plate                     |
| Enrique Santiago Fernández    | Rosario Central                 |
| Jorge Hugo Fernández          | Atlanta Buenos Aires            |
| Roberto Oscar Ferreiro        | CA Independiente                |
| Carlos Timoteo Griguol        | Atlanta Buenos Aires            |
| Ernesto Humberto Juárez       | CA Huracán                      |
| Juan Carlos Lallana           | Argentinos Juniors Buenos Aires |
| Oscar Raimundo Martín         | Chacarita Juniors               |
| César Luis Menotti            | Rosario Central                 |
| José Agustín Mesiano          | Argentinos Juniors Buenos Aires |
| Rubén Marino Navarro          | CA Independiente                |
| Juan Alberto Oleinicki        | Estudiantes La Plata            |
| Mario Rodríguez               | Chacarita Juniors               |
| Oscar Pablo Rossi             | San Lorenzo de Almagro          |
| Raúl Armando Savoy            | Chacarita Juniors               |
| José Ricardo Vázquez          | Chacarita Juniors               |
| Roberto Héctor Zárate         | CA Banfield                     |
| Trener: Horacio Amable Torres |                                 |

### Boliwia
| Zawodnik               | Klub                   |
| ---------------------- | ---------------------- |
| Atilio Antonio Aguirre | Municipal La Paz       |
| Máximo Alcócer         | Club Jorge Wilstermann |
| Isaac Alvarez          | 31 de Octubre La Paz   |
| Abdul Aramayo          | Chaco Petrolero La Paz |
| Ramiro Blacutt         | Club Bolívar           |
| Roberto Cainzo         | Municipal La Paz       |
| Wilfredo Camacho       | Municipal La Paz       |
| Carlos Cárdenas        | Club The Strongest     |
| Fortunato Castillo     | Chaco Petrolero La Paz |
| Eduardo Espinoza       | 31 de Octubre La Paz   |
| Ausberto García        | Club Jorge Wilstermann |
| Jaime Herbas           | Club Jorge Wilstermann |
| Jesús Herbas           | Club Jorge Wilstermann |
| Arturo López           | Chaco Petrolero La Paz |
| Renán López            | Club Jorge Wilstermann |
| Hugo Palenque          | 31 de Octubre La Paz   |
| Edgar Quinteros        | CD San José            |
| Máximo Ramírez         | Club The Strongest     |
| Arturo Torres          | Municipal La Paz       |
| Víctor Ugarte          | Club Bolívar           |
| Eulogio Ramón Vargas   | Chaco Petrolero La Paz |
| Óscar Villarroel       | Municipal La Paz       |
| Mario Zabalaga         | Club Jorge Wilstermann |
| Trener: DANILO Alvim   |                        |

### Brazylia
| Zawodnik                                 | Klub                           |
| ---------------------------------------- | ------------------------------ |
| ALMIR da Silva                           | Taubaté                        |
| ALTAMIRO Pereira                         | São Cristóvão Rio de Janeiro   |
| ARY de Souza                             | América Mineiro Belo Horizonte |
| AMAURI Alves Horta                       | Comercial Ribeirão Preto       |
| AMAURI SILVA                             | Guarani FC                     |
| CLÁUDIO Joăo Danni                       | Internacional Porto Alegre     |
| FERNANDO Cônsul Fernandes                | América Rio de Janeiro         |
| FLÁVIO Almeida da Fonseca                | Internacional Porto Alegre     |
| GERALDINO – Geraldo Antônio Martins      | Cruzeiro EC                    |
| HILTON CHAVES                            | América Mineiro Belo Horizonte |
| HILTON VACCARI                           | Guarani FC                     |
| JORGE De Souza                           | América Rio de Janeiro         |
| MARCIAL de Mello Castro                  | Clube Atlético Mineiro         |
| MARCO ANTÔNIO García Alves               | Comercial Ribeirão Preto       |
| MÁRIO TITO                               | Bangu AC                       |
| MASSINHA – Benedito Aparecido dos Santos | Cruzeiro EC                    |
| OSWALDO Taurisano                        | Guarani FC                     |
| Eurípides Fernandes – PÍTER              | Comercial Ribeirão Preto       |
| PROCÓPIO Cardoso Neto                    | Fluminense Rio de Janeiro      |
| SILAS Ferreira de Souza                  | Santos FC                      |
| TIĂO Macalé                              | Guarani FC                     |
| WILLIAM José de Assis Filho              | Clube Atlético Mineiro         |
| Trener: Aymoré MOREIRA                   |                                |

### Kolumbia
| Zawodnik                    | Klub         |
| --------------------------- | ------------ |
| Herman Aceros               | ?            |
| Aníbal Alzate               | ?            |
| Carlos Aponte               | ?            |
| Carlos Arango               | ?            |
| Conrado Arango              | ?            |
| Jairo Arias                 | ?            |
| Alonso Botero               | ?            |
| Carlos Campillo             | ?            |
| Marcos Coll                 | América Cali |
| Delio Gamboa                | ?            |
| Francisco González          | ?            |
| Gonzalo González            | ?            |
| Héctor González             | ?            |
| Jaime González              | ?            |
| Oscar López                 | ?            |
| Orlando Marín               | ?            |
| Senén Mosquera              | ?            |
| Saúl Salla                  | ?            |
| Joaquín Sánchez             | ?            |
| Rolando Serrano             | ?            |
| Jaime Silva                 | ?            |
| Adelmo Vivas                | ?            |
| Trener: Gabriel Ochoa Uribe |              |

### Ekwador
| Zawodnik                   | Klub             |
| -------------------------- | ---------------- |
| Pablo Ansaldo              | Barcelona SC     |
| Néstor Azón                | CD Everest       |
| José Vicente Balseca       | Emelec Guayaquil |
| Jorge Bolaños              | ?                |
| Miguel Bustamante          | CD Everest       |
| Climaco Cañarte            | Barcelona SC     |
| Patricio Echeverría        | ?                |
| Jaime Galarza              | ?                |
| Pedro Gando                | CD Everest       |
| José Johnson               | CD Everest       |
| Armando Larrea             | CD Everest       |
| Vicente Lecaro             | Barcelona SC     |
| Luciano Macías             | Barcelona SC     |
| Hugo Mejía                 | CD Everest       |
| Bolívar Merizalde          | CD Everest       |
| Leonardo Palacios          | CD Everest       |
| Carlos Pineda              | Emelec Guayaquil |
| Alfonso Quijano            | Barcelona SC     |
| Carlos Alberto Raffo       | ?                |
| Enrique Raymondi Contreras | Emelec Guayaquil |
| Ruperto Reeves Patterson   | Barcelona SC     |
| Jorge Spencer              | ?                |
| Trener: Fausto Montalván   |                  |

### Paragwaj
| Zawodnik                      | Klub             |
| ----------------------------- | ---------------- |
| Baldomero Amarilla            | ?                |
| Félix Arámbulo                | Club Olimpia     |
| Pelayo Ayala                  | ?                |
| Vicente Bobadilla             | ?                |
| Salvador Luis Amílcar Breglia | Cerro Porteño    |
| César Cabrera                 | Club Nacional    |
| Lucio Calonga                 | ?                |
| Hermes González               | ?                |
| Antonio Vidal Insfrán         | Club Guaraní     |
| Eliseo Insfrán                | Club Guaraní     |
| Claudio Lezcano               | Club Olimpia     |
| Cecilio Martínez              | ?                |
| Mariano Osorio                | ?                |
| Oppe Quiñónez                 | ?                |
| Ricardo Tabarelli             | ?                |
| Arsenio Dionisio Valdez       | Club River Plate |
| José Villamayor               | ?                |
| Eladio Zárate                 | Club Olimpia     |
| Trener: ?                     |                  |

### Peru
| Zawodnik                 | Klub                  |
| ------------------------ | --------------------- |
| Rodolfo Bazán            | Alianza Lima          |
| Carlos Bravo             | Municipal Lima        |
| Eloy Campos              | Club Sporting Cristal |
| Juan De La Vega          | Alianza Lima          |
| Adolfo Donayre           | Universitario Lima    |
| Roberto Elías            | Club Sporting Cristal |
| Escobar                  | ?                     |
| Alberto Gallardo         | Club Sporting Cristal |
| Héctor Ladrón De Guevara | Sport Boys Callao     |
| Pedro León               | Alianza Lima          |
| Nemesio Mosquera         | Municipal Lima        |
| Jesús Peláez             | Club Sporting Cristal |
| Carlos Rostaing          | Alianza Lima          |
| Luis Rubiños             | Club Sporting Cristal |
| Pedro Anselmo Ruíz       | Universitario Lima    |
| Enrique Tenemás          | Alianza Lima          |
| Jorge Vázquez            | ?                     |
| Mario Yasetic            | ?                     |
| Víctor Zegarra           | Alianza Lima          |
| Trener: ?                |                       |

## Mecze

### Boliwia–Ekwador
| BOLIWIA – EKWADOR 4:4 (2:2) |
| --- |
| 10 marca 1963, La Paz, Estadio Hernando Siles (widzów 15 000)                                                                                               |
| Sędzia: Arturo Yamasaki |
| BOLIWIA: A.López – Torres, Cainzo – Camacho, Vargas, Espinoza – Ugarte, Castillo, Alcócer, R.López (Aramayo), Quinteros                                     |
| EKWADOR: Mejía – Galarza (Johnson), Lecaro – Reeves Patterson, Quijano, Macías – Balseca (Gando), Bolańos, Raffo, Raymondi Contreras (Palacios), Larrea     |
| Bramki: 1:0 R.López 16, 2:0 Castillo 27, 2:1 Raffo 30, 2:2 Raymondi Contreras 44, 2:3 Bolańos 47, 2:4 Raymondi Contreras 50, 3:4 Alcócer 55, 4:4 Camacho 80 |

### Argentyna–Kolumbia
| ARGENTYNA – KOLUMBIA 4:2 (2:2) |
| --- |
| 10 marca 1963, Cochabamba, Estadio Félix Capriles (widzów 18 000)                                                                                      |
| Sędzia: Joăo Etzel Filho |
| ARGENTYNA: Andrada – Cardoso, Martín – Navarro, Albrecht (59 Griguol), Vázquez – Juárez, Menotti (75 Rodríguez), J.Fernández (46 Rossi), Savoy, Zárate |
| KOLUMBIA: Mosquera – Marín, J.González – Conrado Arango, Aponte, López – Silva, Campillo, Gamboa, H.González, Aceros                                   |
| Bramki: 1:0 Zárate 3, 1:1 Campillo 4, 2:1 J.Fernández 11, 2:2 Aceros 37, 3:2 Rodríguez 87, 4:2 Zárate 89                                               |

### Brazylia–Peru
| BRAZYLIA – PERU 1:0 (1:0) |
| --- |
| 10 marca 1963, Cochabamba, Estadio Félix Capriles (widzów 18 000)                                                                                            |
| Sędzia: José Dimas Larrosa |
| BRAZYLIA: Marcial – Jorge (Massinha), William – Procópio, Geraldino, Hilton Vaccari (Hilton Chaves) – Tiăo, Flávio (Altamiro), Almir, Marco Antônio, Osvaldo |
| PERU: Bazán – Campos, Elías – Donayre, De la Vega, Ruiz – Gallardo, Zegarra, León, Rostaing, N.Mosquera                                                      |
| Bramki: 1:0 Flávio 16 |

### Peru–Argentyna
| PERU – ARGENTYNA 2:1 (0:0) |
| --- |
| 13 marca 1963, Cochabamba, Estadio Félix Capriles (widzów 10 000)                                                                              |
| Sędzia: José Dimas Larrosa |
| PERU: Bazán – Campos (Bravo), Elías – Donayre, De la Vega (Ladrón de Guevara), Ruiz – Tenemás, Zegarra, León, Gallardo, N.Mosquera             |
| ARGENTYNA: Andrada – Martín, Navarro – Ditro, Griguol, Vázquez – Bernao (69 Juárez), Rossi (55 Rodríguez), Menotti, Savoy, Zárate (80 Lallana) |
| Bramki: 0:1 Zárate 57, 1:1 Tenemás 62, 2:1 Gallardo 76                                                                                         |

### Paragwaj–Ekwador
| PARAGWAJ – EKWADOR 3:1 (1:1) |
| --- |
| 14 marca 1963, La Paz, Estadio Hernando Siles (widzów 15 000)                                                                                        |
| Sędzia: Luis Ventre |
| PARAGWAJ: González – Breglia (Osorio), Bobadilla – A.Insfrán, Calonga, Lezcano – Arámbulo, Quiñónez, Zárate, Cabrera (E.Insfrán), Villamayor (Ayala) |
| EKWADOR: Mejía (Ansaldo) – Macías, Pineda – Lecaro, Galarza, Quijano – Gando, Bolańos, Raffo (Azón), Raymondi Contreras (Balseca), Larrea            |
| Bramki: 1:0 Zárate, 1:1 Raffo 32, 2:1 Cabrera 57, 3:1 Quiñónez 82                                                                                    |

### Brazylia–Kolumbia
| BRAZYLIA – KOLUMBIA 5:1 (2:0) |
| --- |
| 14 marca 1963, La Paz, Estadio Hernando Siles (widzów 15 000)                                                                                              |
| Sędzia: Tomás Antruejo |
| BRAZYLIA: Marcial – Massinha, William – Procópio, Geraldino, Hilton Vaccari (Hilton Chaves) – Almir, Flávio, Marco Antônio (Fernando), Tiăo, Oswaldo (Ari) |
| KOLUMBIA: Vivas – López, Alzate – Silva (Serrano), J.González, Aponte – Aceros (Botero), Carlos Arango, Campillo (Salla), Gamboa, H.González               |
| Bramki: 1:0 Flávio 7, 2:0 Marco Antônio 31, 3:0 Oswaldo 56, 4:0 Flávio 82, 5:0 Fernando 83, 5:1 Gamboa 85                                                  |

### Boliwia–Kolumbia
| BOLIWIA – KOLUMBIA 2:1 (2:1) |
| --- |
| 17 marca 1963, Cochabamba, Estadio Félix Capriles (widzów 18 000)                                                                  |
| Sędzia: Arturo Yamasaki |
| BOLIWIA: A.López – Espinoza, Palenque – Camacho, Vargas, Ramírez – García, Aramayo (Castillo), Alcócer, R.López, Aguirre           |
| KOLUMBIA: Mosquera – Alzate, J.González – Coll (Carlos Arango), Aponte, G.González – Serrano, Botero, Campillo, Gamboa, F.González |
| Bramki: 0:1 Botero 4, 1:1 Alcócer 22, 2:1 Alcócer 40                                                                               |

### Peru–Ekwador
| PERU – EKWADOR 2:1 (2:1) |
| --- |
| 17 marca 1963, La Paz, Estadio Hernando Siles (widzów 8 000)                                                                                  |
| Sędzia: Ovidio Orrego |
| PERU: Bazán – Bravo, Ruiz – Donayre, Ladrón de Guevara, Elías (Yasetic) – Tenemás, Zegarra (Peláez), León, Gallardo, N.Mosquera               |
| EKWADOR: Ansaldo (Mejía) – Macías, Lecaro – Johnson, Galarza, Quijano (Bustamante) – Gando, Bolańos, Raffo, Raymondi Contreras (Azón), Larrea |
| Bramki: 0:1 Raffo 20, 1:1 León 34, 2:1 N.Mosquera 43                                                                                          |

### Paragwaj–Brazylia
| PARAGWAJ – BRAZYLIA 2:0 (1:0) |
| --- |
| 17 marca 1963, La Paz, Estadio Hernando Siles (widzów 8 000)                                                                            |
| Sędzia: Tomás Antruejo |
| PARAGWAJ: González – A.Insfrán, Amarilla – Osorio, Calonga, Lezcano (Martínez) – Bobadilla, Arámbulo, Quińónez, Zárate (Valdez), Ayala  |
| BRAZYLIA: Marcial – Jorge, William – Procópio, Geraldino, Hilton Vaccari – Tiăo, Flávio, Marco Antônio, Almir (Fernando), Oswaldo (Ari) |
| Bramki: 1:0 Zárate 17, 2:0 Ayala 83 |

### Paragwaj–Kolumbia
| PARAGWAJ – KOLUMBIA 3:2 |
| --- |
| 20 marca 1963, Cochabamba, Estadio Félix Capriles (widzów 10 000)                                                                                     |
| Sędzia: Luis Ventre |
| PARAGWAJ: González – A.Insfrán, Bobadilla – Lezcano, Calonga, Osorio – Arámbulo, Zárate (Valdez), Cabrera, Quińónez, Villamayor                       |
| KOLUMBIA: Mosquera (Vivas) – Sánchez, G.González – López, Conrado Arango, Marín – Carlos Arango, Botero (Salla), Campillo, F.González (Gamboa), Arias |
| Bramki: Cabrera (2), Valdez – Campillo, Gamboa |

### Argentyna–Ekwador
| ARGENTYNA – EKWADOR 4:2 (1:1) |
| --- |
| 20 marca 1963, Cochabamba, Estadio Félix Capriles (widzów 20 000)                                                                                |
| Sędzia: Arturo Yamasaki |
| ARGENTYNA: Andrada – Martín, Navarro – Vázquez, Griguol, Ditro (72 Ferreiro) – Juárez, E.Fernández, Rodríguez, Savoy (84 Rossi), Zárate          |
| EKWADOR: Mejía (Ansaldo) – Bustamante, Lecaro – Johnson, Pineda (Galarza), Macías – Gando, Palacios, Raffo, Raymondi Contreras, Larrea (Cańarte) |
| Bramki: 0:1 Pineda 32, 1:1 Savoy 34, 1:2 Palacios 49, 2:2 Savoy 53, 3:2 Rodríguez 58, 4:2 Savoy 90                                               |
| Uwaga: W 89 minucie Savoy, który kwadrans wcześniej zszedł z boiska, wrócił i zastąpił E.Fernándeza                                              |

### Boliwia–Peru
| BOLIWIA – PERU 3:2 (1:1) |
| --- |
| 21 marca 1963, La Paz, Estadio Hernando Siles (widzów 20 000)                                                                                   |
| Sędzia: Joăo Etzel Filho |
| BOLIWIA: A.López – Vargas, Cainzo – Ramírez, Camacho, Jesús Herbas – Blacutt (Aramayo), Alcócer, Ugarte, García, Castillo                       |
| PERU: Rubińos – Yasetic (Elías), Ruiz – Donayre, Ladrón de Guevara, Campos – De la Vega (Tenemás), Zegarra, Peláez (León), Gallardo, N.Mosquera |
| Bramki: 1:0 Camacho 14, 1:1 Gallardo 40, 2:1 Alcócer 49, 3:1 García 57, 3:2 León 80                                                             |

### Peru–Kolumbia
| PERU – KOLUMBIA 1:1 (1:1) |
| --- |
| 24 marca 1963, La Paz, Estadio Hernando Siles (widzów 10 000)                                                                                          |
| Sędzia: Luis Ventre |
| PERU: Bazán – Yasetic, Bravo – Donayre, De la Vega, Ruiz – Tenemás (Ladrón de Guevara), Zegarra, León, Gallardo (Peláez), N.Mosquera                   |
| KOLUMBIA: Vivas – Marín, Sánchez – Conrado Arango (J.González), G.González, Carlos Arango – López (Serrano), Botero, Salla (Gamboa), F.González, Arias |
| Bramki: 1:0 Gallardo 25, 1:1 F.González 33 |

### Argentyna–Brazylia
| ARGENTYNA – BRAZYLIA 3:0 (2:0) |
| --- |
| 24 marca 1963, La Paz, Estadio Hernando Siles (widzów 30 000)                                                                                           |
| Sędzia: Arturo Yamasaki |
| ARGENTYNA: Andrada – Martín, Navarro – Vázquez, Griguol, Ditro (59 Cardoso) – Juárez, E.Fernández, Rodríguez, Savoy, Zárate                             |
| BRAZYLIA: Marcial – Jorge, Tito (William) – Procópio, Geraldino, Hilton Vaccari (Ari) – Amauri, Flávio, Marco António (A.Silva), Hilton Chaves, Oswaldo |
| Bramki: 1:0 Rodríguez 3, 2:0 Savoy 33, 3:0 Juárez 86 |

### Boliwia–Paragwaj
| BOLIWIA – PARAGWAJ 2:0 (1:0) |
| --- |
| 24 marca 1963, Cochabamba, Estadio Félix Capriles (widzów 18 000)                                                                                     |
| Sędzia: José Dimas Larrosa |
| BOLIWIA: A.López – Ramírez, Cainzo – Camacho, Zabalaga, Jesús Herbas – García, Aramayo (Blacutt), Alcócer, Ugarte (R.López), Castillo                 |
| PARAGWAJ: González – A.Insfrán, Bobadilla (Tabarelli) – Amarilla, Calonga (Cabrera), Osorio – Martínez, Lezcano, Zárate (Valdez), E.Insfrán, Arámbulo |
| Bramki: 1:0 Castillo 17, 2:0 García 88 |

### Brazylia–Ekwador
| BRAZYLIA – EKWADOR 2:2 (1:0) |
| --- |
| 27 marca 1963, Cochabamba, Estadio Félix Capriles (widzów 20 000)                                                                              |
| Sędzia: José Dimas Larrosa |
| BRAZYLIA: Silas – Jorge, William – Procópio, Cláudio, Hilton Vaccari – Almir, Flávio, Marco Antônio (Fernando), A.Silva, Oswaldo               |
| EKWADOR: Mejía – Bustamante, Quijano (Macías) – Johnson, Reeves Patterson (Galarza), Lecaro – Gando, Merizalde (Raffo), Azón, Palacios, Larrea |
| Bramki: 1:0 Oswaldo 5, 2:0 Oswaldo 60, 2:1 Azón 84, 2:2 Raffo 90                                                                               |

### Paragwaj–Peru
| PARAGWAJ – PERU 4:1 (3:0) |
| --- |
| 27 marca 1963, Cochabamba, Estadio Félix Capriles (widzów 20 000)                                                                      |
| Sędzia: Luis Ventre |
| PARAGWAJ: González – Breglia, Amarilla – A.Insfrán, Calonga, Lezcano – Martínez, Quińónez (Tabarelli), Zárate, Cabrera, Ayala (Valdez) |
| PERU: Bazán – Elías, Campos – Donayre, De la Vega, Ruiz – Tenemás, Zegarra (Peláez), León (Vázquez), Gallardo, Escobar                 |
| Bramki: 1:0 Martínez 5, 2:0 Martínez 25, 3:0 Cabrera 45, 3:1 Gallardo 70, 4:1 Zárate 77                                                |

### Boliwia–Argentyna
| BOLIWIA – ARGENTYNA 3:2 (2:2) |
| --- |
| 28 marca 1963, La Paz, Estadio Hernando Siles (widzów 20 000)                                                                                   |
| Sędzia: Arturo Yamasaki |
| BOLIWIA: A.López – Cainzo, Camacho – Ramírez (Jaime Herbas), Jesús Herbas – Alcócer, Blacutt, García, Ugarte, Vargas, Castillo                  |
| ARGENTYNA: Andrada – Navarro, Martín (46 Ferreiro) – Griguol, Cardoso, Vázquez – Juárez, E.Fernández (67 J.Fernández), Rodríguez, Savoy, Zárate |
| Bramki: 1:0 Castillo 12, 1:1 Rodríguez 27, 2:1 Blacutt 32, 2:2 Rodríguez 34, 3:2 Camacho 88                                                     |
| Uwaga: bramkarz argentyński Andrada obronił w 87 minucie rzut karny wykonywany przez Ramíreza                                                   |

### Ekwador–Kolumbia
| EKWADOR – KOLUMBIA 4:3 (2:0) |
| --- |
| 31 marca 1963, La Paz, Estadio Hernando Siles (widzów 15 000)                                                                                   |
| Sędzia: José Dimas Larrosa |
| EKWADOR: Ansaldo (Mejía) – Bustamante, Macías – Pineda, Johnson, Lecaro – Gando, Raymondi Contreras (Palacios), Raffo, Bolańos (Azón), Larrea   |
| KOLUMBIA: Vivas – Marín, Sánchez – López, Conrado Arango (Aponte), G.González, Carlos Arango (Coll) – Arias (Aceros), Salla, Gamboa, H.González |
| Bramki: 1:0 Raymondi Contreras 30, 2:0 Raffo 37, 2:1 Aceros 46, 3:1 Bolańos 53, 3:2 Botero 68, 3:3 H.González 75, 4:3 Raffo 88                  |
| Uwaga: z boiska wyrzucony został piłkarz ekwadorski Pineda                                                                                      |

### Argentyna–Paragwaj
| ARGENTYNA – PARAGWAJ 1:1 (0:1) |
| --- |
| 31 marca 1963, La Paz, Estadio Hernando Siles (widzów 15 000)                                                                                  |
| Sędzia: Arturo Yamasaki |
| ARGENTYNA: Andrada – Navarro, Griguol – Martín, Cardoso, Bautista – Juárez (Bernao), E.Fernández (Rossi), J.Fernández, Savoy, Zárate (Lallana) |
| PARAGWAJ: González – Amarilla, Breglia – A.Insfrán, Calonga, Osorio – Arámbulo, Quińónez (Lezcano), Cabrera, Zárate, Ayala                     |
| Bramki: 0:1 Cabrera 33, 1:1 Lallana 58 |

### Boliwia–Brazylia
| BOLIWIA – BRAZYLIA 5:4 (2:2) |
| --- |
| 31 marca 1963, Cochabamba, Estadio Félix Capriles (widzów 25 000)                                                                                     |
| Sędzia: Ovidio Orrego |
| BOLIWIA: A.López – Cainzo, Espinoza – Ramírez, Camacho, Vargas – Blacutt, Alcócer, Ugarte, García, Castillo                                           |
| BRAZYLIA: Silas – Cláudio, Jorge (Massinha) – Procópio, Geraldino, Hilton Vaccari – Tiăo, Almir, Flávio, Marco Antônio, Oswaldo                       |
| Bramki: 1:0 Ugarte 15, 2:0 Camacho 25, 2:1 Marco Antônio 26, 2:2 Almir 28, 3:2 Ugarte 58, 4:2 García 62, 4:3 Flávio 63, 4:4 Flávio 66, 5:4 Alcócer 86 |

## Podsumowanie

### Wyniki
Wszystkie mecze rozgrywano w La Paz na stadionie Hernando Siles i w Cochabambie na stadionie Félix Capriles
| Boliwia   | 4 – 4 (2-2) | Ekwador   |
| Argentyna | 4 – 2 (2-2) | Kolumbia  |
| Peru      | 0 – 1 (0-1) | Brazylia  |
| Peru      | 2 – 1 (0-0) | Argentyna |
| Paragwaj  | 3 – 1 (1-1) | Ekwador   |
| Brazylia  | 5 – 1 (2-0) | Kolumbia  |
| Boliwia   | 2 – 1 (2-1) | Kolumbia  |
| Peru      | 2 – 1 (2-1) | Ekwador   |
| Brazylia  | 0 – 2 (0-1) | Paragwaj  |
| Paragwaj  | 3 – 2       | Kolumbia  |
| Argentyna | 4 – 2 (1-1) | Ekwador   |
| Boliwia   | 3 – 2 (1-1) | Peru      |
| Peru      | 1 – 1 (1-1) | Kolumbia  |
| Argentyna | 3 – 0 (2-0) | Brazylia  |
| Boliwia   | 2 – 0 (1-0) | Paragwaj  |
| Ekwador   | 2 – 2 (0-1) | Brazylia  |
| Peru      | 1 – 4 (0-3) | Paragwaj  |
| Boliwia   | 3 – 2       | Argentyna |
| Ekwador   | 4 – 3 (2-0) | Kolumbia  |
| Argentyna | 1 – 1 (0-1) | Paragwaj  |
| Boliwia   | 5 – 4 (2-2) | Brazylia  |

### Końcowa tabela
| M  | Drużyna   | L.m. | Zw. | Rem. | Por. | Bramki | R.br. | Pkt |
| 1. | Boliwia   | 6    | 5   | 1    | 0    | 19:13  | 6     | 11  |
| 2. | Paragwaj  | 6    | 4   | 1    | 1    | 13:7   | 6     | 9   |
| 3. | Argentyna | 6    | 3   | 1    | 2    | 15:10  | 5     | 7   |
| 4. | Brazylia  | 6    | 2   | 1    | 3    | 12:13  | -1    | 5   |
| 5. | Peru      | 6    | 2   | 1    | 3    | 8:11   | -3    | 5   |
| 6. | Ekwador   | 6    | 1   | 2    | 4    | 14:18  | -4    | 4   |
| 7. | Kolumbia  | 6    | 0   | 1    | 5    | 10:19  | -9    | 1   |

Dwudziestym ósmym triumfatorem turnieju Copa América został po raz pierwszy zespół Boliwii.

### Strzelcy bramek
| Gole | Piłkarze |
| ---- | --- |
| 6    | Raffo |
| 5    | Rodríguez Alcócer Flávio |
| 4    | Savoy Camacho Cabrera, Zárate Gallardo |
| 3    | Zárate Castillo, García Oswaldo Raymondi Contreras |
| 2    | Ugarte Marco Antônio Bolańos Aceros, Botero, Campillo, Gamboa Martínez León                                                                             |
| 1    | J.Fernández, Lallana, Suárez Blacutt, R.López Almir, Fernando Azón, Palacios, Pineda H.González, F.González Ayala, Quińónez, Valdez N.Mosquera, Tenemás |

### Sędziowie
| Mecze | Sędziowie                                     |
| ----- | --------------------------------------------- |
| 6     | Arturo Yamasaki                               |
| 5     | José Dimas Larrosa                            |
| 4     | Luis Ventre                                   |
| 2     | Tomás Antruejo João Etzel Filho Ovidio Orrego |